# Carl Johan Nilsson (missionär)
För andra betydelser, se Carl Johan Nilsson (olika betydelser).
Carl Johan Nilsson, född den 24 december 1858 i Norrbärke socken i Dalarna, död den 14 november 1891 i Kongo, var en svensk missionär som verkade inom Svenska Missionsförbundets (SMF) kongomission i Nedre Kongo (Bas-Congo) i dåvarande Fristaten Kongo.

## Biografi
Carl Johan Nilsson började tidigt sysselsätta sig med predikoverksamhet i hemlandet. Han genomgick missionsskolan åren 1883-1886, avskildes till missionär den 19 juni 1886 och utreste till Kongo den 5 augusti samma år. Han återkom till hemlandet i maj 1890 och hade då med sig en 12 årig pojke som hade fått det kristna namnet Mose Nsiku. Nilsson avreste till Kongo för andra gången den 7 april 1891 och avled på Mukimbungu missionsstation den 14 november samma år.